# Capitaine général

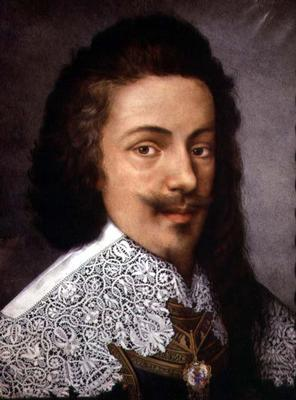
Viktor Amadeus I. von Savoyen, „capitaine général“ der Italienarmee unter Ludwig XIII.

Capitaine général (dt.: Generalkapitän) war im Frankreich des Ancien Régime eine militärisch-politische Dienststellung, jedoch kein militärischer Rang.

## Geschichte
Im Jahre 1302 wurde der Titel von König Philipp dem Schönen zum ersten Mal, 1349 von Philippe de Valois in Folge vergeben. Karl V. ernannte Monsieur de Barante 1380 zum „capitaine général des gens d’armes et des arbalétriers“ (arbalétriers = Armbrustschützen) und stattete ihn mit den Rechten eines Connétable aus.
1416 wurde der Connétable d’Armagnac zum „capitaine général“ der Festungen ernannt.
Die vier Corps der Francs-archers unterstanden je einem „capitaine général“.
Im Jahre 1520 wurde der Kommandeur der „lansquenets“ gleichermaßen als colonel général oder „capitaine général“ bezeichnet. 1550 stand ein „capitaine général“ an der Spitze der Kompanien der Confréries (militärische Bruderschaft), „archers“, „arbalétriers“ und „arquebusiers“ der Stadt Paris. 1599 wurde der Titel des „grand maître“ (Großmeister) dem des „capitaine général de l’artillerie“ gleichgestellt.
1635 wurde von Ludwig XIII. dem Victor-Amédée, Herzog von Savoyen ein Patentbrief ausgestellt, mit dem dieser zum „capitaine général“ und Oberbefehlshaber der „armée d’Italie“ (Italienarmee) ernannt wurde. Da ihm in dieser Funktion die Marschälle von Frankreich unterstellt waren, nahm er faktisch die Funktion eines Generalissimus wahr.
Unter Ludwig XIV. gab der Kardinal Mazarin den Titel „capitaine général“ mit eingeschränkten Befugnissen an Nicolas Chalon du Blé, marquis d’Uxelles et de Cormatin und an Jacques de Castelnau-Bochetel, marquis de Castelnau. Ihr Rang lag jetzt zwischen dem des „maréchal de France“ und dem lieutenent général. In dieser Zeit gab es kaum einen Unterschied in den Befugnissen zwischen dem Maréchal général des camps et armées du roi und dem „capitaine général“.
1672 ernannte Ludwig XIV. Henri de Turenne zum „capitaine général“, dem die Marschälle von Frankreich Humières, Bellefonds und Créquy unterstellt wurden. Die Marschälle weigerten sich, Turenne als Autorität anzuerkennen und wurden wegen ihres Ungehorsams vom Dienst suspendiert.
1702, während des Spanischen Erbfolgekrieges, wurde den Oberkommandierenden der Titel „capitaine général“ verliehen.
Während der Régence unterstanden der Tross der Artillerie und die Verpflegungswagen des Nachschubs einem „capitaine général en secondé“ (vertretender Generalkapitän).
Im Jahre 1802 (an X des Revolutionskalenders) wurde Charles Victoire Emmanuel Leclerc zum Kommandeur einer Expedition nach Santo Domingo ernannt. Dafür wurde ihm der Titel eines „capitaine général“ verliehen, was auch für die anderen Befehlshaber dieser Zeit auf der Insel galt.
Historiker setzen manchmal fälschlicherweise den „capitaine général“ gleich dem „capitaine en chef“, womit sie ersteren als militärischen Befehlshaber, oder auch den Oberbefehlshaber nur als „capitaine“ ansprechen.